# كريستيان كروغ
كريستيان كروغ (بالنرويجية: Christian Krohg)‏ (13 أغسطس 1852 - 16 أكتوبر 1925) كان رسامًا طبيعيًا نرويجيًا ومؤلفًا وصحفيًا. استلهم كروغ من الحركة الفنية الواقعية وكثيراً ما اختار الدوافع من الحياة اليومية. شغل منصب المدير وعمل كأستاذ أول في الأكاديمية النرويجية للفنون من عام 1909 حتى عام 1925.

## معرض صور

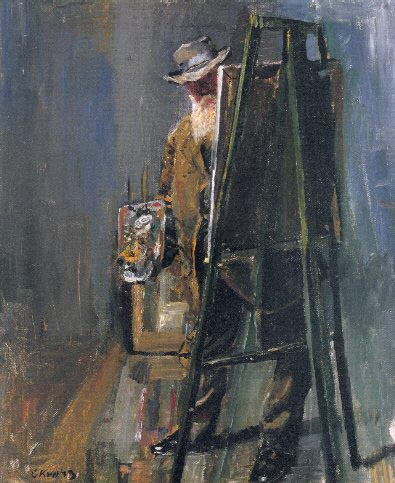
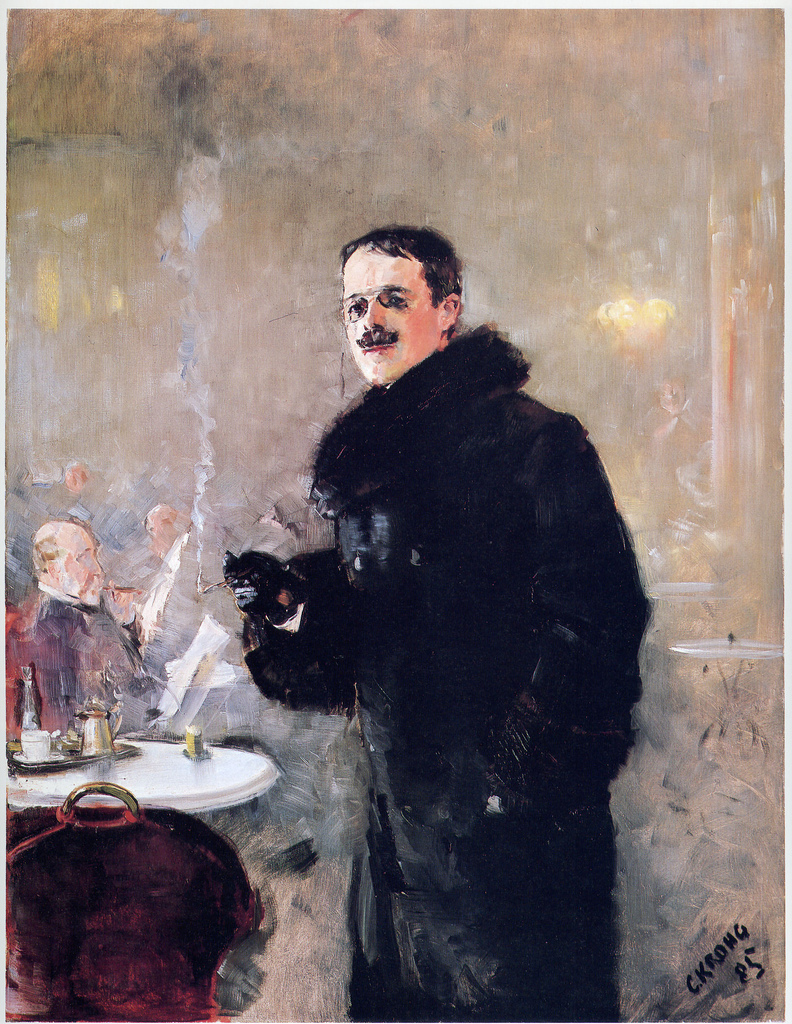
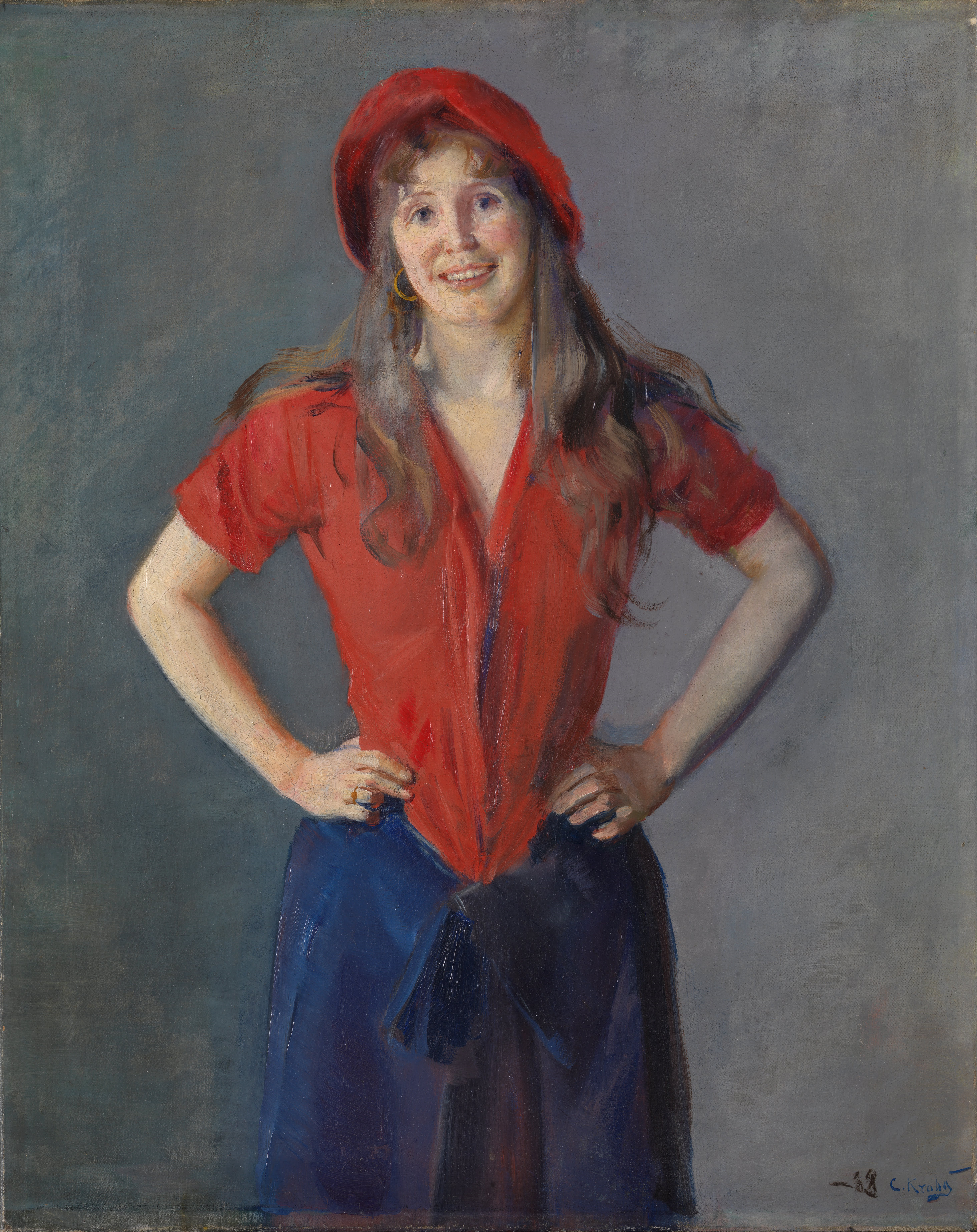

## روابط خارجية
- كريستيان كروغ على موقع IMDb (الإنجليزية)
- كريستيان كروغ على موقع الموسوعة البريطانية (الإنجليزية)
- كريستيان كروغ على موقع ديسكوغز (الإنجليزية)